# Осада Ниццы (1543)
Осада Ниццы (фр. Siège de Nice ) — одно из сражений Итальянской войны 1542—1546 годов, произошедший 8—22 августа 1543) года. Единственный случай совместных боевых действий Франции и Османской империи во время существования франко-турецкого альянса.

## Предыстория
4 июля 1541 года Антонио Ринкон — французский посол при турецком дворе — был убит возле Павии имперскими войсками. 8 марта 1542 года новый французский посол — Антуан Эскален дез Эмар — вернулся из Стамбула с обещанием турецкой помощи в случае войны против императора. 12 июля 1542 года король Франции Франциск объявил войну, перечислив в качестве причин различные события (включая убийство Антонио Ринкона).
В апреле 1543 года турецкий флот из более чем сотни галер под предводительством Хайр-ад-Дина Барбароссы отплыл из Дарданелл и, разграбив по пути итальянское побережье, в июле прибыл в Марсель, где его приветствовал командующий французским флотом — граф Энгиенский. Однако выяснилось, что французы не позаботились подготовить нужные туркам запасы вооружения и продовольствия. Непростительная халатность французов чуть было не привела к разрыву, но в итоге Барбаросса согласился на предложение графа Энгиенского о совместной операции против имперского города Ниццы.

## Боевые действия

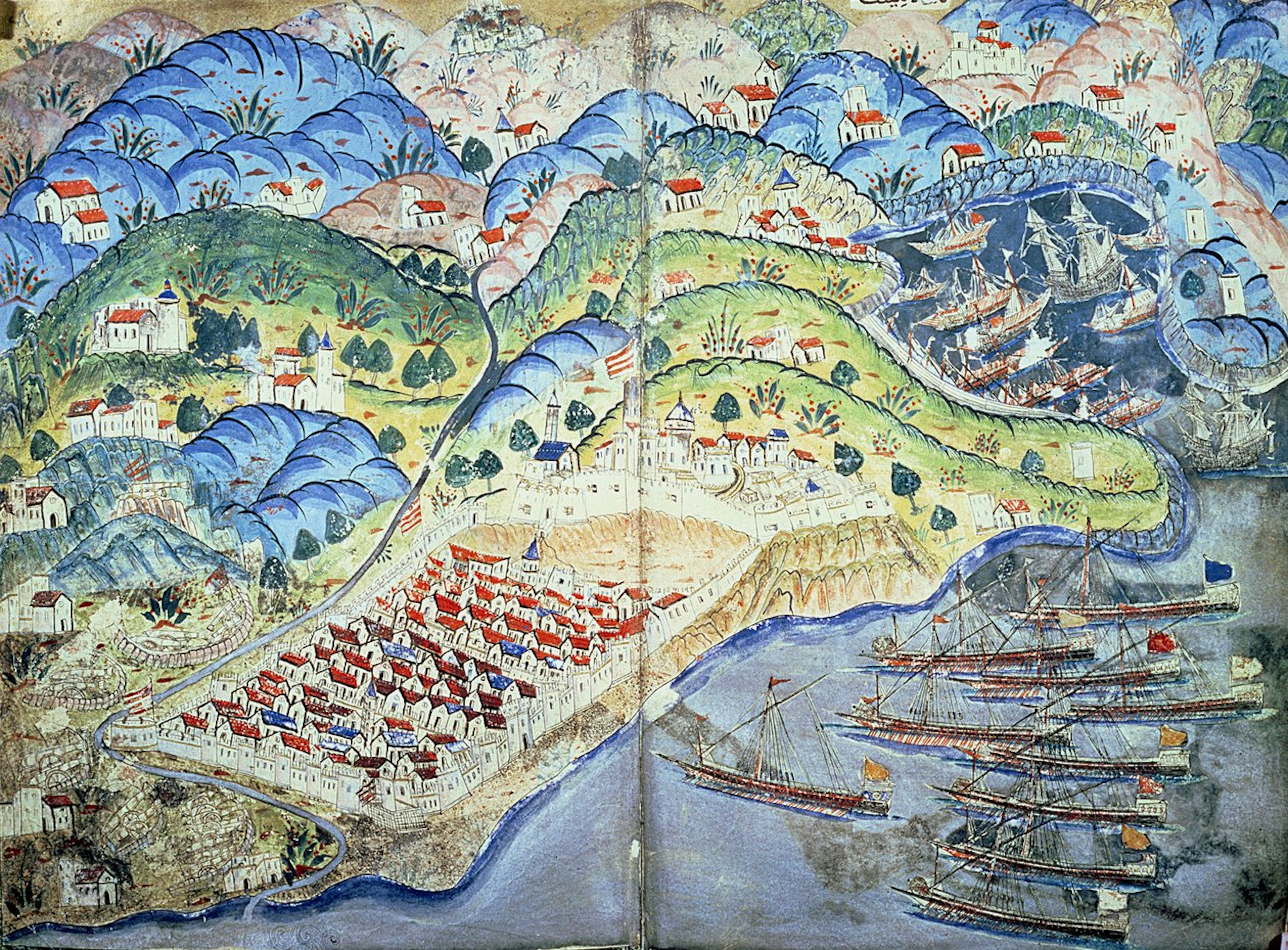
Османское изображение осады Ниццы

6 августа объединённый франко-турецкий флот (110 османских галер и 50 французских) высадил войска в Вилла-франк, которые начали осаду. Рано утром 15 августа туркам и французам удалось пробить брешь в стене возле одной из главных башен, и гарнизон уже был готов бежать, когда горожанка Екатерина Сегурана вместе с несколькими храбрецами, призванными ею на помощь, встала у него на пути и заставила его сражаться. Тем не менее, город был спасён ненадолго: 22 августа он капитулировал. Гарнизон цитадели сдаться отказался и продержался до 8 сентября, когда в город вошла армия герцога Савойского, воевавшего на стороне Священной Римской империи.
После сдачи Ницца была разграблена и сожжена. Традиционно в этом винили турок, но, скорее всего, на самом деле это сделали французские солдаты. Маршал де Вьейвиль в своих мемуарах писал:
Город Ницца был разграблен и сожжён, за что не следует проклинать ни Барбароссу, ни сарацин, ибо, когда это случилось, они были уже далеко от него… Ответственность за насилие была возложена на бедного Барбароссу, чтобы защитить честь и доброе имя Франции, более того — самого христианства.

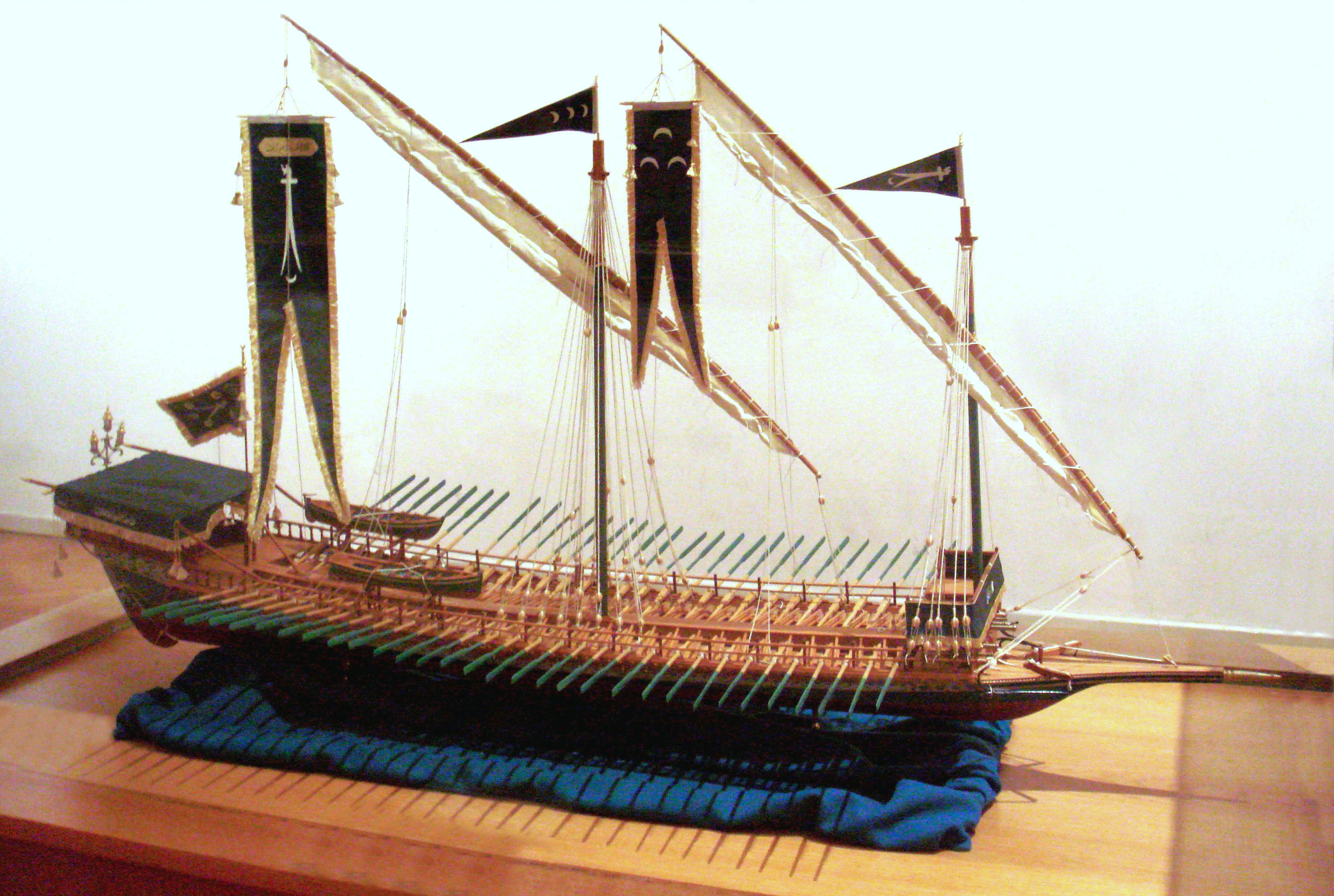
Галера Барбароссы во время его французского похода (1543 г.).

Османские войска сначала высадились в 6 км к востоку от Ниццы в Вильфранш-сюр-Мер, который они захватили и уничтожили.
Затем 6 августа 1543 года французские и османские войска объединились, чтобы атаковать город Ницца. В ходе сражения 110 исламских галер объединились с 50 французскиим.
Франко-османы столкнулись с ожесточенным сопротивлением, символом которого стала Катрин Сегуран. 15 августа состоялось крупное сражение, но 22 августа город сдался. Французы не позволили османам разграбить город. Однако они не могли взять замок Шато-де-Симье, по-видимому из-за того, что французы не дали своим союзникам требуемого количество пороха.

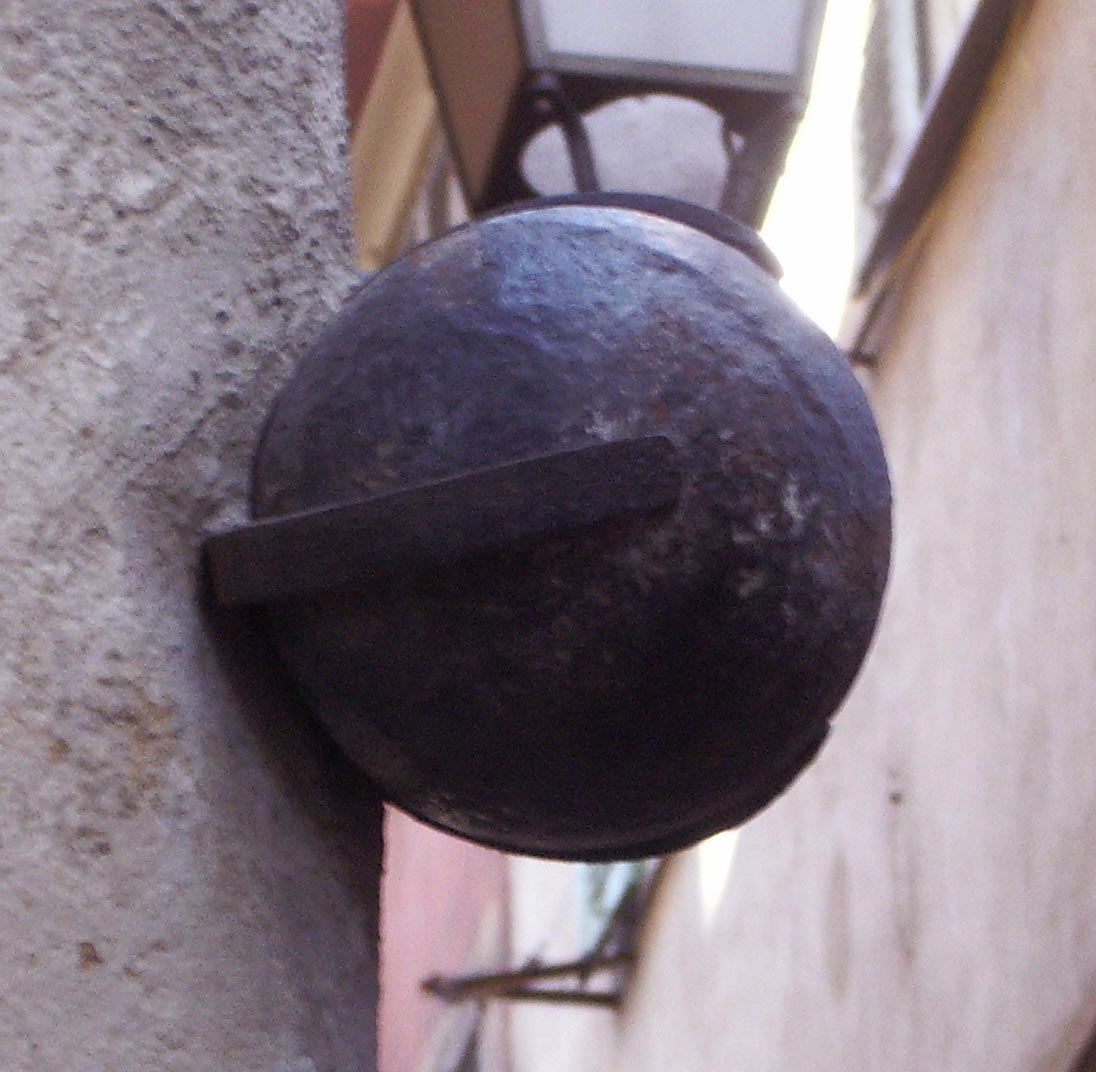
Пушечное ядро, выпущенное турецким флотом, сейчас находится на углу улицы «Катрин Сегуран» или «Рю Друа» в Ницце. Мемориальная доска гласит: «Пушечное ядро турецкого флота в 1543 году во время осады Ниццы, где отличилась Екатерина Сегуран, героиня Ниццы».

Ещё одна важная битва у замка произошла 8 сентября, и нападавшие отступили, узнав, что герцог Карл III при поддержке империи собрал армию в Пьемонте, чтобы освободить город.
В последнюю ночь перед отъездом Барбаросса разграбил город, поджёг его районы и взял в плен 5 тыс. человек.. Армия помощи, доставленная на кораблях Андреа Дориа, высадилась в Вильфранше и успешно пробилась к цитадели Ниццы..
Известно, что во время кампании Барбаросса жаловался на состояние французских кораблей и качеством их оборудования и припасов. Как известно, он сказал: «Вы, моряки, наполняете свои бочки вином, а не порошком?». Тем не менее он проявил большое нежелание атаковать Дориа, когда тот попал в затруднительное положение после высадки вспомогательной армии, потеряв 4 галеры во время шторма. Было высказано предположение, что по этому поводу между флотоводцами было негласное соглашение..

## Итоги
Османский флот перезимовал в Тулоне, и в 1544 году, когда Франциск I заключил мир с императором Карлом V, вернулся в Стамбул. Чтобы предотвратить в будущем подобные десантные операции против Ниццы, побережье в её районе было сильно укреплено.
После осады османца по предложению Франциска перезимовали в Тулоне, из-за чего они могли продолжить борьбу со Священной Римской империей, особенно на берегах Испании и Италии. Барбароссе была обещана помощь в отвоевании Туниса, если он перезимует по Франции.
Всю зиму османский флот с его 110 галерами и 30 000 солдат смог использовать Тулон в качестве базы для нападения на побережье Испании и Италии под командованием адмирала Салиха-реиса. Они совершили набег на Барселону в Испании и Сан-Ремо, Боргетто-Санто-Спирито, Чериале в Италии и отбили атаки итало-испанского флота. Отплыв со всем своим флотом в Геную, Барбаросса договорился с Андреа Дориа об освобождении Тургут-реиса. Франция предоставила около 10 млн. кг. хлеба для снабжения османской армии в течение 6 месяцев, пока она находилась в Тулоне, а также для обеспечения продовольствием кампании следующего лета и возвращения в Константинополь..
Однако кажется, что участие Франциска I в совместных операциях с османами было довольно нерешительным, поскольку многие европейские державы жаловались на такой союз против другой христианской державы. Отношения между двумя союзниками оставались напряженными и подозрительными.